# Gare de Hinton
La  gare de Hinton est une gare ferroviaire canadienne, située dans la ville de Hinton en Alberta.
C'est une halte voyageurs Via Rail Canada desservie par le train dénommé Le Canadien. C'est également une gare marchandises.

## Service des voyageurs

### Accueil
Halte voyageurs.

### Desserte
Hinton est desservie par le train Le Canadien de Via Rail Canada. Pour être certain d'un arrêt du train, il est recommandé d'acheter son billet de réservation au plus tard 40 minutes avant le départ du train de la dernière station où est dressée une liste des passagers : Edmonton ou Vancouver suivant le train choisi.